# کالبدگشایی (رمان)
کالبدگشایی (انگلیسی: Postmortem) یک رمان مهیج معمایی نوشتهٔ پاتریشا کرنول است که در سال ۲۰۱۶ منتشر شد.